# Pačín
Pačín (německy Patzin) je malá vesnice, část města Bezdružice v okrese Tachov v Plzeňském kraji. Nachází se asi čtyři kilometry západně od Bezdružic. V roce 2011 zde trvale žili dva obyvatelé.
Pačín leží v katastrálním území Zhořec u Bezdružic o výměře 7,68 km².

## Historie
První písemná zmínka o vesnici pochází z roku 1405.

## Obyvatelstvo
Při sčítání lidu v roce 1921 zde žilo 89 obyvatel (z toho 42 mužů) německé národnosti a římskokatolického vyznání. Podle sčítání lidu z roku 1930 měla vesnice 86 obyvatel s nezměněnou národnostní a náboženskou strukturou.
| Rok            | 1869 | 1880 | 1890 | 1900 | 1910 | 1921 | 1930 | 1950 | 1961 | 1970 | 1980 | 1991 | 2001 | 2011 | 2021 |
| -------------- | ---- | ---- | ---- | ---- | ---- | ---- | ---- | ---- | ---- | ---- | ---- | ---- | ---- | ---- | ---- |
| Počet obyvatel | 93   | 110  | 100  | 85   | 81   | 89   | 86   | 37   | 28   | 22   | 21   | 14   | 10   | 2    | 6    |
| Počet domů     | 15   | 16   | 16   | 16   | 16   | 16   | 16   | 11   | 11   | 6    | 7    | 8    | 7    | 7    | 7    |

## Obecní správa
Při sčítání lidu v letech 1869–1963 Pačín byl osadou obce Zhořec, se kterým patřil nejprve do okresu Teplá, ale v letech 1900–1930 v okrese Planá a v roce 1950 v okrese Stříbro. Od roku 1964 je částí města Bezdružice v okrese Tachov.

## Pamětihodnosti
- Dům čp. 1